# Riébeckite
La riébeckite est une espèce minérale, du groupe des silicates sous-groupe des inosilicates, appartenant à la famille des amphiboles sodiques, de formule Na2(Fe2+,Mg2+)3Fe3+2Si8O22OH2 avec des traces de Fe, Ti, Mg, Al et Mn. Elle peut donner des cristaux atteignant jusqu'à 20 cm .

## Historique de la description et appellations

### Inventeur et étymologie
Décrite par le minéralogiste A. Sauer en 1888, la riébeckite doit son nom à Emil Riebeck (1853-1885), ethnologue, minéralogiste et naturaliste allemand.

### Topotype
Le topotype vient de l'île de Socotra, dans l'océan Indien, au Sud du Yémen.

### Synonymes
- Orthoriebeckite, espèce déclassée, décrite par le minéralogiste K. Wilkmann en 1937[6].
- Osannite, espèce déclassée décrite initialement par C. Hlawatsch en 1906 et dédiée à Karl Alfred Osann (1859-1923), professeur de minéralogie à l'Université de Karlsruhe,  de Mühlhausen, et de Freiberg.

## Caractéristiques physico-chimiques

### Critères de détermination
La riébeckite peut se présenter sous forme de cristaux tabulaires prismatiques ou de masses fibreuses aciculaires. La couleur des cristaux peut varier du  bleu ou du vert foncé au noir lorsqu'ils ne sont pas altérés. Ils peuvent être translucides ou opaques et leur éclat est vitreux, parfois soyeux, parfois mat. Ils présentent un plan de clivage parfait selon le plan {110}, mais leur cassure est irrégulière et conchoïdale. Leur dureté est légèrement supérieure à la moyenne, soit 6 sur l'échelle de Mohs, et leur densité mesurée est peu élevée : de  3,28 à 3,4  . Ce minéral laisse un trait vert brunâtre.

### Cristallochimie
Elle forme une série isomorphe avec la magnésioriébeckite. Elle fait partie du groupe des amphiboles et particulièrement de sous groupe des amphiboles sodiques.

### Cristallographie
Les paramètres de la maille conventionnelle sont : a = 9,769 Å, b = 18,048 Å, c = 5,335 Å, Z = 2 ; beta = 103,6 ° ; V = 914,24 Å3.
La densité calculée de 3,40.
Les tétraèdres silice-oxygène sont disposés en rubans doubles. 

### Variétés

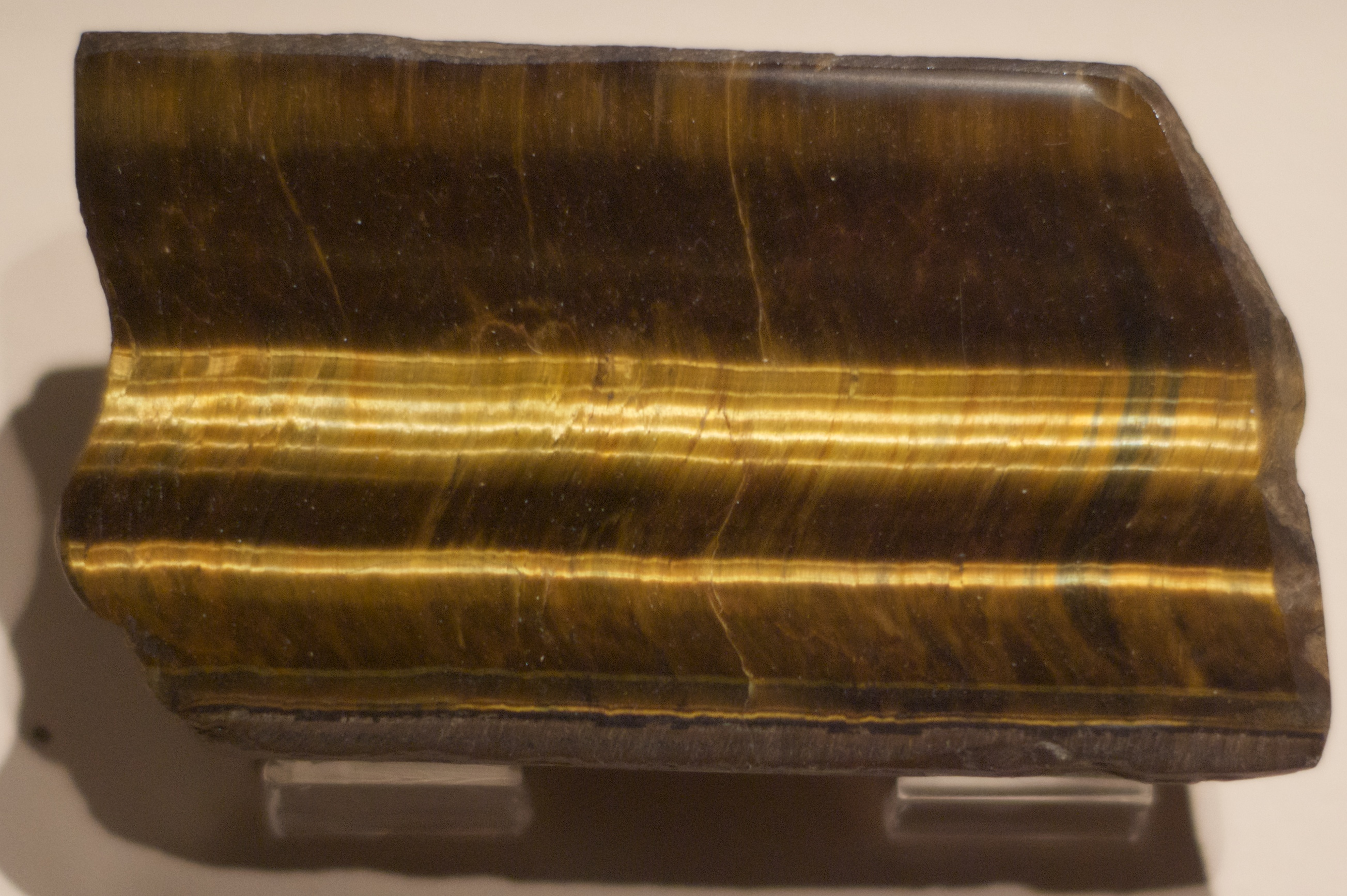
Œil-de-tigre.

- Crocidolite appelée aussi amiante bleu.
- L'œil-de-tigre est une pierre fine, brun jaunâtre, chatoyante, formée de crocidolite altérée enrobée dans du quartz et considérée comme une variété de quartz et non de riébeckite.

## Gîtes et gisements

### Gîtologie et minéraux associés
La riébeckite forme des cristaux bleu marine caractéristiques allongés, voire fibreux, dans les formations hautement sodiques de granites, de syénite (magmatique), et dans les schistes ferreux (métamorphique).
Minéraux associés :
- Aegirine, albite, arfvedsonite, néphéline, dans les roches ignées.
- Ferro-actinolite, trémolite dans les roches métamorphiques.
- Calcite, grunérite, hématite, magnétite, pyroxène sodique, quartz, sidérite, stilpnomélane dans les filons de minerais de fer.

### Gisements producteurs de spécimens remarquables

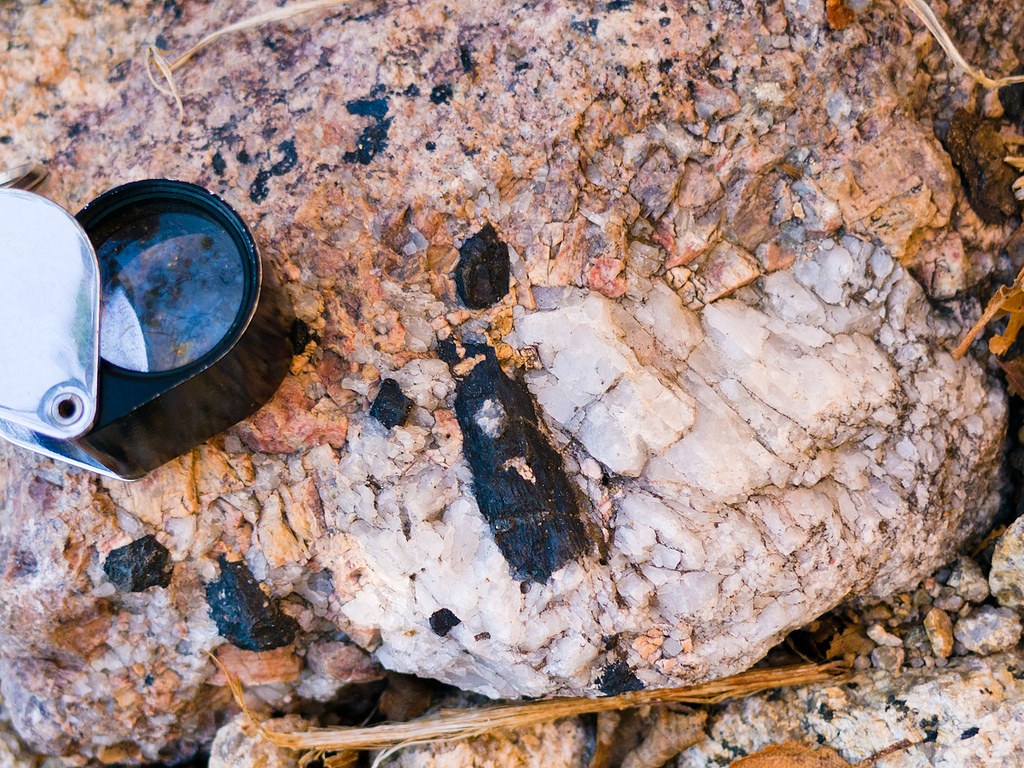
Cristaux centimétriques de riébeckite noire près d'Évisa, Corse.

- Afrique du Sud

Province du Cap
- Algérie

Massif volcanique d’Atakor, Hoggar, wilaya de Tamanrasset
- Canada

Carrière Poudrette, Mont Saint-Hilaire, Montérégie, Québec
- France

Le Queyron, Saint-Véran, Hautes-Alpes, Provence-Alpes-Côte d'Azur
Forêt de Lindinosa, Évisa, Haute-Corse 
- Yémen

Île de Socotra

## Exploitation des gisements

### Utilisations
- L'ailsite est une roche granitique riche en riébeckite provenant de l'île de Ailsa Craig en Écosse. Elle est utilisée comme matière première pour la fabrication de pierre de curling. La même roche, extraite de la carrière Moyles Quarry, a également été utilisée comme parement pour le viaduc de Canton, Massachusetts.
- Les variétés asbestiformes utilisées dans l'industrie comme isolant thermique sont hautement toxiques, peuvent provoquer le cancer du poumon ou le mésothéliome (cancer de la plèvre).